# Aloe pachydactylos
Aloe pachydactylos é uma espécie de liliopsida do gênero Aloe, pertencente à família Asphodelaceae.